# Mr. Mercedes (Roman)
Mr. Mercedes ist ein Kriminalroman des amerikanischen Autors Stephen King. Das Buch wurde im Original am 3. Juni 2014 bei Scribner in New York veröffentlicht, auf Deutsch erschien es am 8. September 2014 als gebundenes Buch und 2015 als Taschenbuch jeweils beim Wilhelm Heyne Verlag. Ursprünglich als Kurzgeschichte geplant, entwickelte sich der Stoff zuerst zu einem Roman und danach zum ersten Teil einer Trilogie um den pensionierten Polizeibeamten Bill Hodges (Bill-Hodges-Trilogie), die mit Finderlohn (2015) und Mind Control (2016) fortgesetzt wurde. Zudem folgten mehrere weitere Geschichten sowie die Romane Der Outsider (2018), Holly (2023) und Kein Zurück (2025) bei denen die hier eingeführte Holly Gibney im Mittelpunkt steht.
Anders als bei früheren Werken von Stephen King spielen bei Mr. Mercedes übersinnliche Phänomene keine Rolle, stattdessen ist es ein Kriminalthriller. Es handelt sich um die Geschichte des im Ruhestand befindlichen Polizisten Bill Hodges, der den Amokläufer Brady Hartsfield jagt, der mit einem gestohlenen Mercedes in eine Menge von Menschen gefahren ist. Dieser provoziert ihn mit Nachrichten, um ihn aufgrund der misslungenen Aufklärung seines Falls zum Selbstmord zu treiben, und verleitet ihn damit dazu, seine Verfolgung wieder aufzunehmen. Zudem plant Hartsfield einen weiteren Anschlag, den Hodges zusammen mit einigen weiteren Personen verhindern will.
In zahlreichen Rezensionen wurde der Roman meist positiv besprochen und seine Besonderheit als Kriminalgeschichte gegenüber den von King gewohnten Geschichten um übersinnliche Phänomene herausgestellt. Positiv betont wurde die bewusste Nutzung von Klischees dieser Literaturgattung sowie deren Verknüpfung mit dem von der Rezession geprägten Amerika und die Aktualität des Themas, die durch zahlreiche Terroranschläge der folgenden Jahre mehrfach bestätigt wurde. Es war der erste und bisher (2024) einzige Roman von Stephen King, der mit dem für Kriminalromane vergebenen Edgar Allan Poe Award ausgezeichnet wurde. Seit 2017 wurde basierend auf der Trilogie eine gleichnamige Fernsehserie mit bisher (2024) drei Staffeln produziert.

## Entstehung und Hintergrund

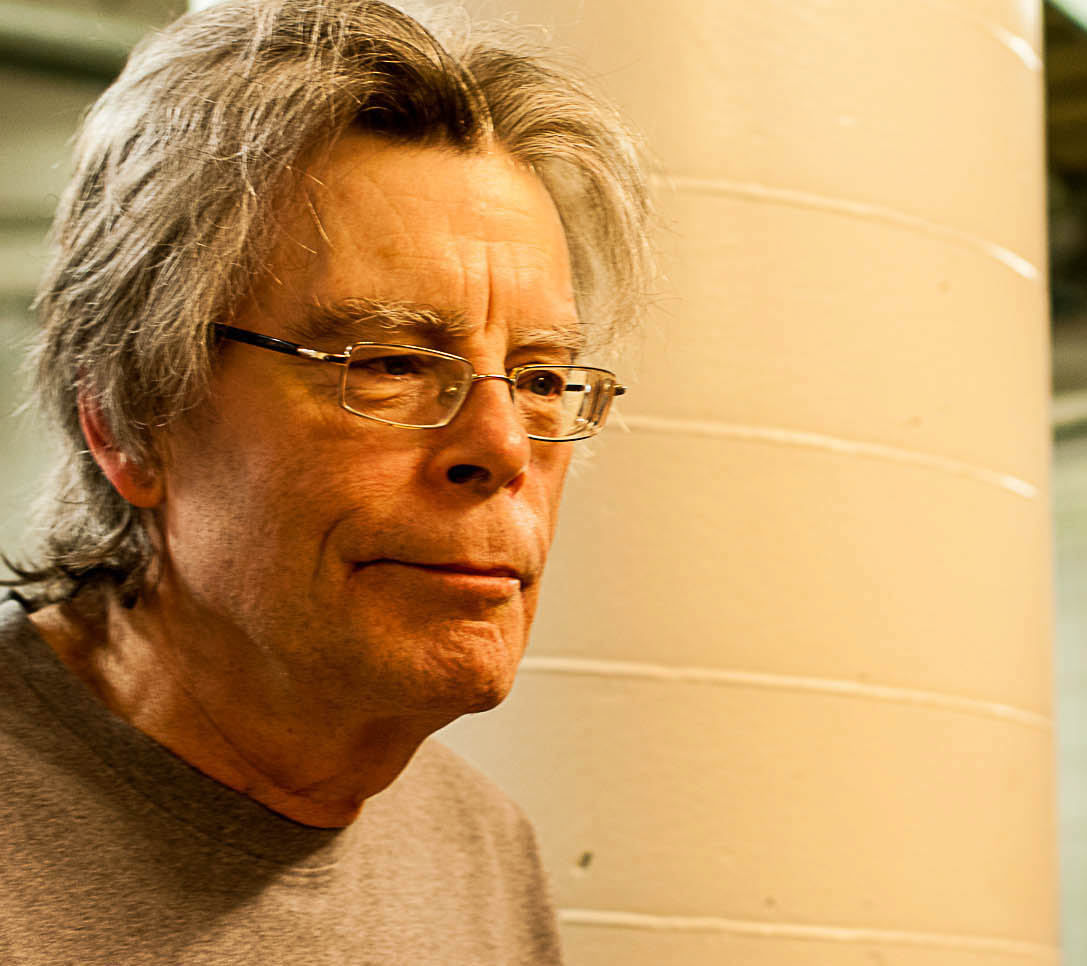
Stephen King, 2013

Bis zum Erscheinen von Mr. Mercedes hatte Stephen King bereits zahlreiche Romane und Kurzgeschichtensammlungen veröffentlicht und war als Autor für Horrorgeschichten etabliert. Insgesamt handelte es sich um seinen 57. Roman. Mit diesem schrieb er allerdings erstmals eine reine Kriminalgeschichte, die als klassisches „hard-boiled detective book“ bezeichnet wurde. 2012 kündigte er im Rahmen der  Chancellor's Speaker Series an der University of Massachusetts Lowell zum ersten Mal an, dass er an einer Kurzgeschichte arbeite, die den Arbeitstitel Mr. Mercedes trug. Diese handle von einem ehemaligen Polizisten, der von einem Amoklauf bedroht werde; inspiriert wurde King dabei durch den realen Fall, bei dem eine Frau mit ihrem Fahrzeug in eine McDonalds-Filiale fuhr. In einem Interview mit der Zeitung USA Today vom 18. September 2013 beschrieb King seine mittlerweile zum Roman entwickelte Geschichte und sagte, dass er zwar vor den Bombenanschlägen auf den Boston-Marathon begonnen wurde, aber eine Geschichte zu einem Terroristen mit einer Bombe beinhalte, die „zu gruselig real ist, um sich wohl zu fühlen“.

## Allgemeines und formaler Aufbau
Bei Mr. Mercedes handelt es sich um einen Kriminalroman, die dargestellte Geschichte ist durchweg fiktiv. Der Roman beginnt mit einem Prolog, der mit „Ein grauer Mercedes“ betitelt ist und die Vorgeschichte mit der Amokfahrt des Mercedes-Killers erzählt. Dieser ist – im Gegensatz zur eigentlichen Geschichte – in der Vergangenheitsform geschrieben und mit der Datumsangabe „9. – 10. April 2009“ überschrieben. Die eigentliche Geschichte unter dem Titel „Im Ruhestand“ gliedert sich in 43 durchnummerierte Abschnitte ohne spezifische Überschriften und ist im Präsens geschrieben. Das Ende bilden zwei einzelne Kapitel, die die Rolle des Epilogs übernehmen: Der erste dieser beiden Abschnitte ist mit Amtliche Bekanntmachung überschrieben und in Form einer amtlichen Belobigung an Holly Gibney und Jerome Robinson dargestellt. Der letzte Teil ist in zwei nummerierte Abschnitte gegliedert und in Bezugnahme auf den Prolog mit „Ein blauer Mercedes“ überschrieben. Der letzte Abschnitt, der in einem Hospital spielt, endet mit der Datumsangabe „14. September 2013“ und eröffnet als offenes Ende die Option für eine Nachfolgegeschichte.
Das gesamte Buch wird aus der Position eines Erzählers wiedergegeben, der sowohl Einblicke in die konkrete Handlung wie auch in die Gedanken und Erinnerungen der Personen hat. Der Erzähler begleitet vor allem die zentralen Personen Bill Hodges sowie den als „Mr. Mercedes“ bezeichneten Brady Hartsfield, in einigen Kapiteln beschreibt er jedoch auch Aktivitäten anderer Personen wie etwa die von Holly Gibney und Jerome Robinson. Mit wenigen Ausnahmen spielt die gesamte Geschichte in einer nicht namentlich genannten Stadt in Ohio, wobei die konkreten Schauplätze variieren; die Hauptpersonen Bill Hodges und Jerome Robinson leben in dem Bezirk West Side und Brady Hartsfield lebt in Northfield. Die Erzählreihenfolge ist chronologisch, beginnend mit der Vergangenheit im April 2009 über die eigentliche Handlung bis zum Epilog im September 2013, erstreckt sich also über etwa 4,5 Jahre. Dabei endet die eigentliche Handlung bereits im Oktober 2010, als sich Hodges, Holly und Jerome nach den Ereignissen treffen; Brady Hartsfield wacht im November 2011 aus dem Koma auf.
Eingeleitet wird der Roman zudem durch eine Widmung: „In Erinnerung an James M. Cain“ und das Zitat „Gegen Mittag warfen sie mich vom Heuwagen“ aus dessen Roman Wenn der Postmann zweimal klingelt. Den Abschluss stellt ein Nachwort von Stephen King in Form einer Nachbemerkung und Danksagung dar.

## Inhalt

### Handlung

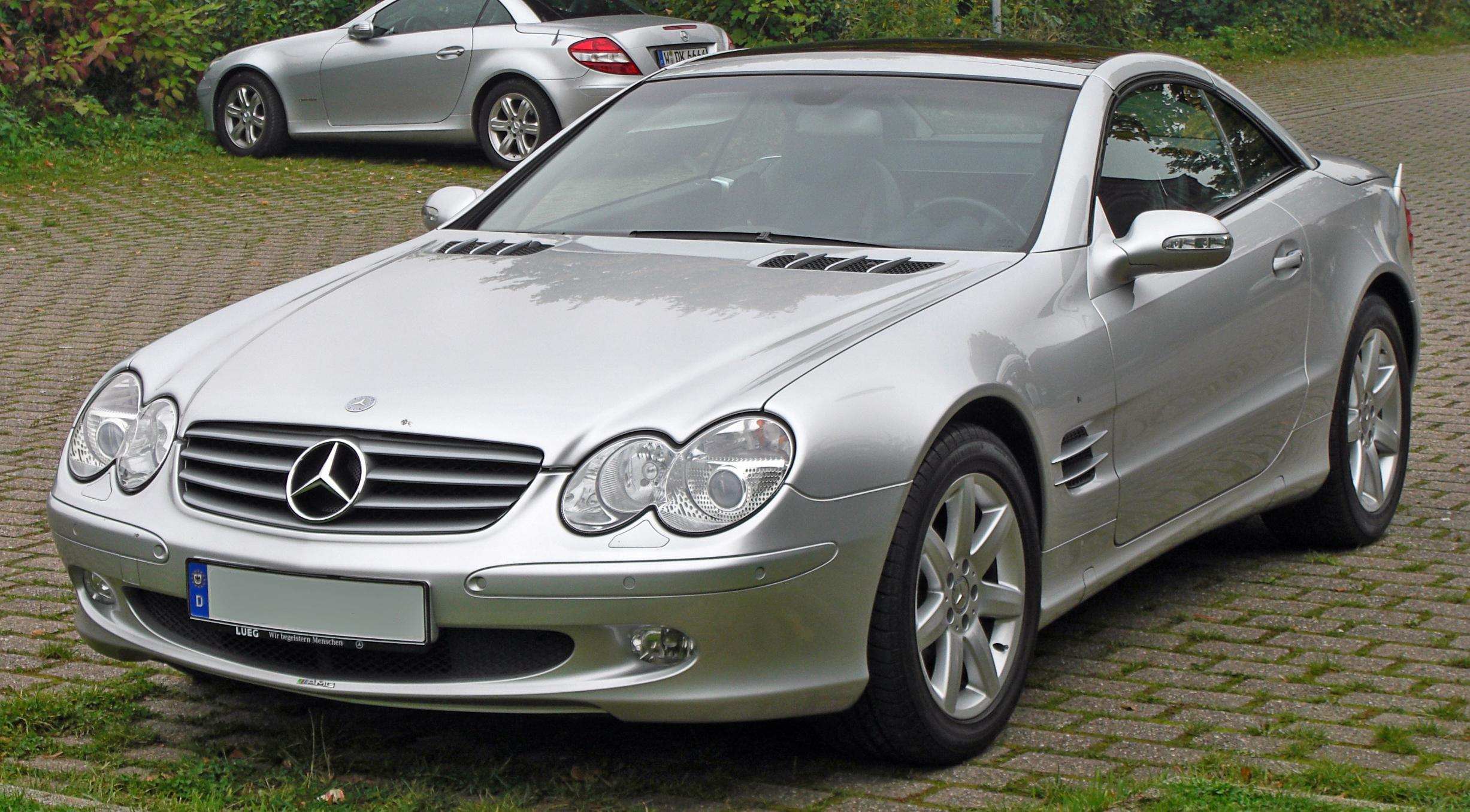
Mercedes SL 500; im amerikanischen Original nutzt der Mörder einen SL 500 Baujahr 2004, in der deutschsprachigen Ausgabe eine S600-Limousine mit dem gleichen Baujahr.

Das Buch beginnt im Jahr 2009 inmitten einer wirtschaftlichen Rezession, die auch in der unbenannten Stadt im Mittleren Westen der Vereinigten Staaten zu Massenarbeitslosigkeit führt. Tausende von Arbeitssuchenden versammeln sich vor einer Jobmesse im örtlichen Auditorium und reisen dafür bereits in der kalten Nacht an, um einen vorderen Platz in der Warteschlange zu bekommen. Unter den Wartenden stellt Stephen King vor allem Augie Odenkirk sowie die Babysitterin Janice Cray heraus, die sich in der Schlange kennenlernen. Letztere hat in ihrer Verzweiflung ihr Baby dabei und Odenkirk gibt den beiden seinen Schlafsack, um das Kind aufzuwärmen. In den frühen Morgenstunden rast plötzlich ein grauer Mercedes-Benz in die Menge, tötet dabei acht Menschen, darunter Cray, Odenkirk und das Baby, und verletzt zahlreiche weitere schwer.
Den Fall des „Mercedes-Mörders“ übernimmt der Kriminalbeamte Bill Hodges kurz vor der Pensionierung, kann ihn jedoch bis zu seinem Ruhestand nicht aufklären. Er ist geschiedener Vater, einsam und hat nach dem Ausscheiden aus dem aktiven Polizeidienst häufig suizidale Gedanken beim Fernsehen und Trinken. In dieser Phase erhält er einen Brief von „Mr. Mercedes“, der behauptet, für den Vorfall verantwortlich zu sein. Der Absender kennt Details des Mordfalls, die der Öffentlichkeit unbekannt sind, und erwähnt zudem Olivia Trelawney, die Besitzerin des als Tatwerkzeug verwendeten Mercedes, die kurz nach dem Vorfall aufgrund von Schuldgefühlen Selbstmord begangen hatte. Hodges beschließt, den Fall selbst weiter zu verfolgen, statt ihn seinem ehemaligen Polizeikollegen Pete Huntley zu überlassen.
Brady Hartsfield, die Person hinter dem Namen „Mr. Mercedes“, ist ein Computerfreak und Psychopath in den späten Zwanzigern, der seinen Vater im Alter von acht Jahren verloren hat. Als kleiner Junge tötete er auf Anweisung seiner Mutter Deborah Hartsfield seinen geistig behinderten Bruder, seitdem lebt er mit dieser allein in einem zunehmend zerfallenden Haus. Deborah Hartsfield ist schwere Alkoholikerin und führt mit ihrem Sohn eine inzestuöse Beziehung, indem sie ihn zur Beruhigung sexuell befriedigt. Für seinen Lebensunterhalt arbeitet Brady Hartsfield in einem Elektronikladen und als Zweitjob als Eisverkäufer einer fahrbaren Eisdiele. Aus dieser beobachtet er Hodges und seine Nachbarn, darunter auch den siebzehnjährigen Schwarzen Jerome Robinson, der für Hodges regelmäßig Hausarbeiten erledigt, und dessen Familie.
Während seiner Recherche über die wohlhabende Olivia Trelawney lernt Hodges ihre Schwester Janey kennen, die ihn beauftragt, Olivias Suizid und den Diebstahl des Mercedes zu untersuchen. Kurz darauf beginnt Hodges für Janey zu arbeiten und die beiden beginnen eine Liebesbeziehung. Mit Hilfe des Computer-affinen Jerome findet Hodges heraus, wie Brady das Auto gestohlen hat. Auch wird klar, dass er Olivia dazu brachte, sich selbst zu töten, indem er ihr Sound-Dateien mit unheimlichen Geräuschen auf ihren Computer sendete, die in unvorhersehbaren Intervallen ertönten. Zeitgleich trat er mit ihr über eine Kontakt-Website mit dem Namen „Under Debbie’s Blue Umbrella“ in Kontakt, auf die er nunmehr auch Hodges einlädt. Auf der Beerdigung von Janeys und Olivias kürzlich verstorbener Mutter lernt Hodges dann Janeys Verwandtschaft kennen, darunter ihre psychisch labile Cousine Holly. Nach der Beerdigung sprengt Mr. Mercedes Hodges Auto in der Absicht, ihn zu ermorden. Im Fahrzeug befand sich allerdings Janey mit dem Hut von Hodges und wird durch die Explosion getötet. Hodges bemüht sich daher noch intensiver, den Fall ohne Hilfe der Polizei zu lösen, und wird dabei von Jerome und Holly unterstützt. Er lässt sich auf den Kontakt auf der Website ein und versucht dort, Hartsfield zum Handeln zu provozieren.
Hartsfield tötet versehentlich seine Mutter mit vergiftetem Hamburger-Fleisch, das er für Jeromes Hund vorbereitet hatte. Mit ihrer Leiche im Haus plant er, sich selbst auf einem riesigen Konzert einer Boyband mit überwiegend jugendlichem Publikum in die Luft zu sprengen, indem er vortäuscht, einen Rollstuhl zu benötigen, und in diesem Sprengstoff versteckt. Jerome, Hodges und Holly entdecken die wahre Identität Hartsfields und durchsuchen seine Computer. Dabei finden sie heraus, dass er auf dem Weg zu dem Konzert ist, und verfolgen ihn, um ihn zu stoppen. Hodges erleidet jedoch einen Herzinfarkt und kann deshalb nicht mit Holly und Jerome auf das Konzertgelände vordringen. Holly entdeckt Hartsfield und versetzt ihm mit einer Socke, die mit Kugellagern gefüllt ist, mehrere harte Schläge auf den Kopf. Hartsfield bleibt blutend und komatös auf dem Boden liegen und die Explosion kann verhindert werden. Hodges wird von dem Konzertpersonal gerettet.
Für ihre Rettungstat bekommen Jerome und Holly eine Medaille von der Stadt verliehen. Hartsfield wacht 17 Monate nach dem Vorfall in einem Spezialkrankenhaus aus der Bewusstlosigkeit auf und fragt nach seiner Mutter.

### Personen

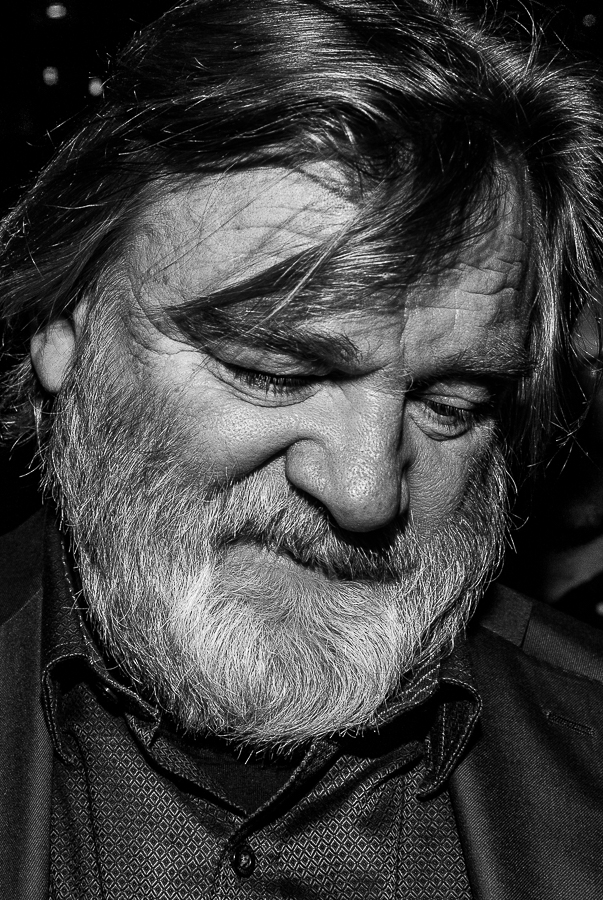
In der Fernsehserie spielt Brendan Gleeson den ehemaligen Polizisten Bill Hodges

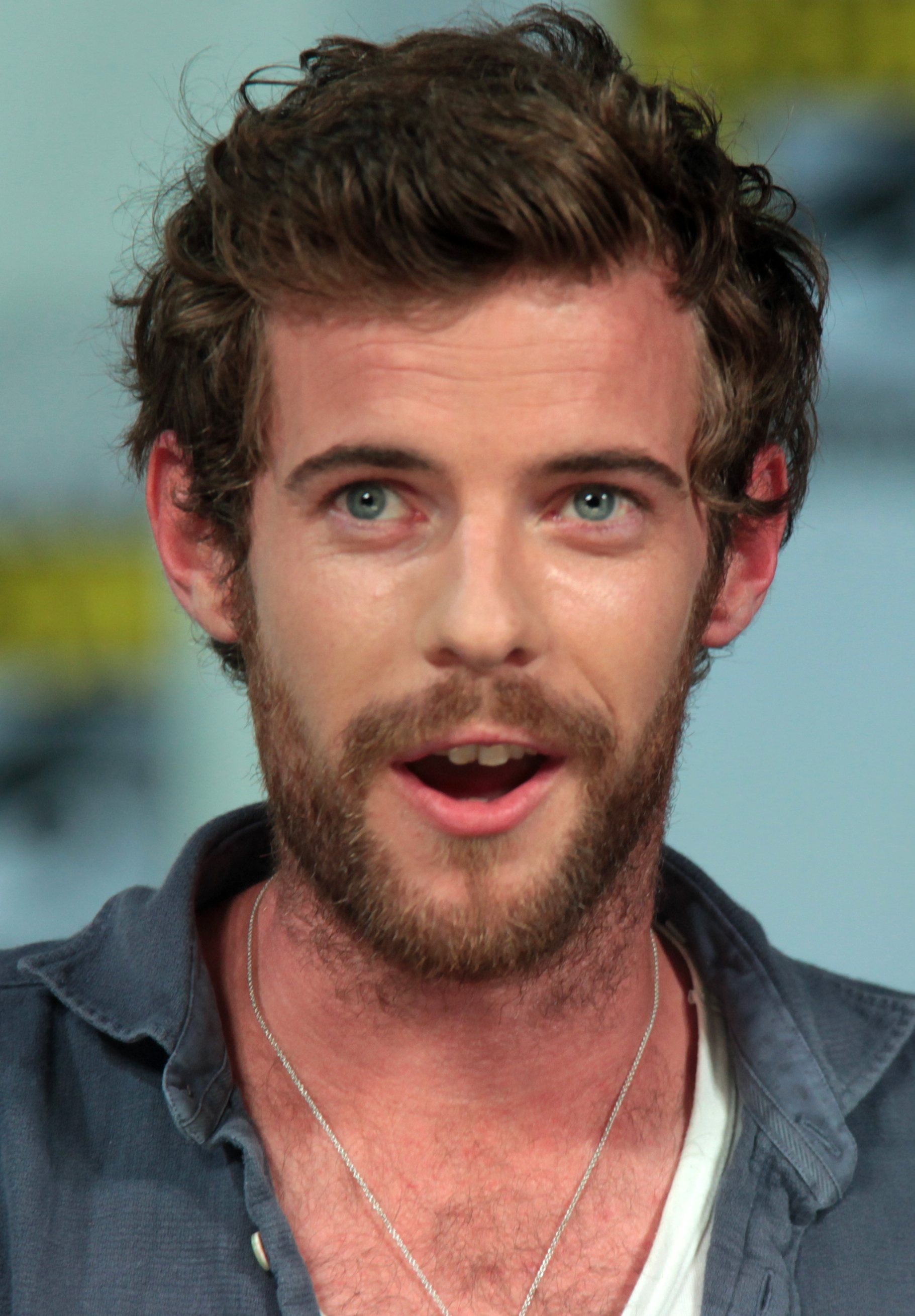
Harry Treadaway spielt den „Mercedes-Killer“ Brady Hartsfield

Die zentralen Personen der Handlung sind vor allem diejenigen, die direkt mit dem Fall des Mercedes-Mörders zu tun haben. Im Mittelpunkt stehen dabei der pensionierte Polizist Bill Hodges sowie der als „Mr. Mercedes“ bezeichnete Brady Hartsfield. Als wesentliche Akteure sind zu nennen:
- Bill Hodges, der vor Beginn seines Ruhestandes mit der Klärung des Falles des „Mercedes-Killers“ betraut war. Er ist geschieden und seine Tochter lebt bei ihrer Mutter, durch seine Lebenssituation wird er depressiv und entwickelt Selbstmordgedanken. Nachdem er einen Brief von „Mr. Mercedes“ erhält, entschließt er sich dazu, diesen zu finden und von weiteren Taten abzuhalten.
- Brady Hartsfield, ein junger Mann, der als Computerspezialist und Eisverkäufer arbeitet. Er ist zudem ein gesuchter Mörder, der als „Mercedes-Killer“ mit einem gestohlenen Mercedes-Benz in eine Menschenmenge fuhr und dabei mehrere Menschen umbrachte. Nach der Tat trieb er die Besitzerin des Fahrzeugs in den Selbstmord und will dies nun auch mit Bill Hodges tun; zugleich plant er einen weiteren Massenmord durch einen Bombenanschlag bei einem Konzert einer bekannten Boyband.
- Jerome Robinson, ein jugendlicher Afroamerikaner, der bei Hodges den Rasen mäht und ihm auch anderweitig zur Hand geht. Aufgrund seiner Affinität zu Computern bezieht ihn Hodges in seine Ermittlungen ein, später unterstützt er Hodges aktiv bei der Aufklärung der Identität des „Mercedes-Killers“ und bei der Verhinderung des Bombenattentats.
- Holly Gibney, eine psychisch gestörte Frau und Cousine von Janey Patterson, der Schwester und Erbin der verstorbenen Besitzerin des Mordfahrzeugs. Gibney kommt gemeinsam mit ihrer Mutter und ihrem Onkel zum Begräbnis der Mutter von Janey und lernt dort Hodges kennen. Später unterstützt sie diesen gemeinsam mit Jerome Robinson bei der Aufklärung der Identität des „Mercedes-Killers“ und verhindert das Bombenattentat von Brady Hartsfield.
- Janey Patterson, die Schwester von Olivia Trelawney, der Besitzerin des gestohlenen Tatfahrzeugs. Sie beauftragt Hodges mit der Aufklärung des Falls und des Mordes an ihrer Schwester, zugleich beginnt sie eine Liebesbeziehung mit diesem. Bei einem Anschlag auf Hodges durch Hartsfield kommt sie aufgrund einer Verwechslung ums Leben, als Hodges' Auto explodiert.
- Deborah Hartsfield, die Mutter von Brady Hartsfield. Sie ist früh verwitwet und durch einen Unfall wird ihr jüngerer Sohn Frankie geistig behindert und zur Belastung für sie. Sie bringt Brady dazu, seinen Bruder zu töten und lebt seitdem allein mit diesem in ihrem Haus; aufgrund der psychischen Belastung ist sie schwere Alkoholikerin.

## Verknüpfung zu anderen Werken
Wie bei Stephen Kings Werken üblich, werden auch in Mr. Mercedes mehrere direkte und indirekte Verbindungen zu anderen eigenen und auch fremden Werken aufgebaut. So gibt es in einem Gespräch von Bill Hodges mit seinem früheren Kollegen Pete Huntley Erwähnungen des Clowns „Pennywise“ aus Es, da der Mörder eine Clownsmaske trug, sowie des 1958er Plymouth Fury in rot/weißer Speziallackierung aus dem Roman Christine.
Als Bill Hodges vor dem Mingo Auditorium einen Herzinfarkt erleidet, kommt ihm ein Roadie zu Hilfe, der ein T-Shirt mit „Judas Coyne“ als Aufdruck trägt. Judas Coyne, ein ehemaliger Rockstar, ist der Hauptcharakter aus dem Roman Blind von Stephen Kings Sohn Joe Hill. „Zoney’s GoMart“, ein Laden, der im Roman erwähnt wird, kommt wiederum als Arbeitsplatz von Patrick Cusimano, einem der Hauptcharaktere in dem Roman Save Yourself von Stephen Kings Schwiegertochter Kelly Braffet, vor.
Mr. Mercedes stellt zudem den ersten Teil einer Trilogie um den pensionierten Polizeibeamten Bill Hodges (Bill-Hodges-Trilogie) dar, die mit Finderlohn (2015) und Mind Control (2016) fortgesetzt wurde. Zudem folgten mit Der Outsider, Blutige Nachrichten und Holly weitere Romane bzw. Geschichten, bei denen die hier eingeführte Holly Gibney zusammen mit Bill Hodges und Jerome Robinson im Mittelgrund steht.

## Rezeption
Aufgrund der Bekanntheit von Stephen King und seinen Romanen wurde Mr. Mercedes in zahlreichen Rezensionen international besprochen. Mr. Mercedes erhielt dabei weitgehend positive Kritiken, wobei zahlreiche Rezensenten hervorhoben, dass es sich bei dem Roman im Gegensatz zu Kings anderen Büchern um eine klassische Kriminalgeschichte handelt. Aufgrund der Fülle von Rezensionen konzentriert sich der folgende Teil vor allem auf ausgewählte Besprechungen des Romans in englisch- und deutschsprachigen Medien.

### Rezeption im englischsprachigen Raum
In der Los Angeles Times stellt die Rezensentin Paula L. Woods direkt zu Beginn der Einordnung von Mr. Mercedes in das Werk Stephen Kings dar, dass er sich bereits seit seinem Erstling Carrie mit Mysterien beschäftigt, die in unseren alltäglichen Lebensumständen verankert zu sein scheinen, und dies auch bei diesem Ausflug in den Bereich der Mystery-Thriller macht. Sie stellt die Charaktere heraus, auf der einen Seite die Gruppe um Bill Hodges und auf der anderen Seite den Mr. Mercedes Brady Hartsfield, „so normal wie Blaubeerkuchen – er arbeitet in einem örtlichen Elektronikgeschäft, hat einen Zweitjob als Fahrer des Eiswagens in der Nachbarschaft und lebt bei seiner Mutter. Doch hinter dieser gewöhnlichen Fassade verbirgt sich ein wütender, hasserfüllter Mann, der von einer mit Gewalt gesättigten Kultur überschwemmt wird.“ Sie resümiert, dass „Kings vielschichtige, technisch versierte Geschichte, die Mr. Mercedes, seine bösen Taten und noch monströseren Pläne beleuchtet, unangenehm und dennoch fesselnd zu lesen [sei]. Der Wechsel zwischen Hodges' und Bradys Sichtweise bereitet die Bühne für einen gruseligen, aus den Schlagzeilen gerissenen Höhepunkt, einen Showdown zwischen Gut und Böse, der die besten von Kings Werken, unabhängig vom Genre, kennzeichnet. Und ohne den Spaß an der Lektüre dieses ausgezeichneten Zusatzes zu Kings wachsender Liste von Mystery-Thriller-Titeln zu verderben, gibt es sogar eine kleine Andeutung, dass die Mr. Mercedes-Show weitergehen könnte – ein in der Tat beängstigender Gedanke.“
Im Guardian beschrieb Stephanie Merritt das Buch vor allem aufgrund seines Verzichts auf übernatürliche Phänomene als besonders beängstigend. Sie beschreibt den Roman als „guten, altmodischen Thriller im Wettlauf gegen die Zeit, der von Anfang an alle beliebten Tropen des Genres aufweist“, und benennt als diese „den eigenwilligen Polizisten, der außerhalb der Grenzen des Gesetzes agieren muss, und den Killer mit einem persönlichen Rachefeldzug und einer ungesunden Beziehung zu seiner Mutter sowie die Bande von Außenseitern, die zusammenarbeiten, um ihn aufzuhalten, bevor er seinen mörderischen Plan ausführen kann.“ Neben diesen Klischees stellt sie jedoch auch den sozialen Realismus heraus, aus dem heraus die Geschichte entsteht: Sie verweist auf die wirtschaftliche Rezession, die hier eine nicht näher benannte Stadt im Mittleren Westen trifft. Für eine Jobmesse stellen sich Tausende verzweifelte Arbeitslose über Nacht an und in diese Szene rast der Attentäter mit einem „schnittigen 12-Zylinder-Mercedes SL500“ [sic] und tötet acht Menschen, 15 weitere werden verletzt. Zugleich stellt sie heraus, dass der wirtschaftliche Niedergang der amerikanischen Industriestädte zwar die Atmosphäre des Romans prägt, aber nie wirklich in den Vordergrund rückt. Im Gegenteil ist der Mörder einfach „ein unscheinbarer Mann mit einem fragilen seelischen Gleichgewicht, der durch eine Reihe banaler Unfälle und düsterer Umstände dazu getrieben wird, die Welt zu hassen und sie zu zwingen, von ihm Notiz zu nehmen.“ King arbeite das psychologische Profil des Täters nach und nach heraus und Merritt beendet ihre Rezension mit der Frage, „wie viele potenzielle Brady Hartfields es im rezessionsgeplagten Amerika geben könnte, die die Gesellschaft für das verantwortlich machen, was aus ihnen geworden ist.“
Laut dem amerikanischen Slant Magazine verbindet Stephen King in dem Roman die klischeehafte Detektivgeschichte von Hodges geschickt mit den allgemeinen amerikanischen Gefühlen der Wurzellosigkeit und wirtschaftlichen Verzweiflung. Die Rezension von Chuck Bowen beginnt mit einer stilistischen Kritik: „Dieser Polizei- und Terroristenthriller erinnert oft weniger an einen Roman als an die fieberhaften Notizen für ein Drehbuch, das später fertiggestellt werden soll. Das Tempo ist betäubend, unerbittlich. Unmengen von Details und Ereignissen werden einem mit einer rasanten Gleichgültigkeit gegenüber Details oder Nuancen entgegengeschleudert, die durch die bekannten überkompensierenden Autorenticks noch verschlimmert wird, wie z. B. Wörter, die unnötigerweise fett oder GROSS geschrieben sind, während kursive Schrift willkürlich Betonung und Dringlichkeit hinzufügt, wenn man es bereits verstanden hat und sich wünscht, King würde einfach weitermachen. Nach einer Weile stellt sich eine Art sensorischer Entzug ein, und Sie müssen vielleicht eine Pause von Mr. Mercedes einlegen und ein anderes Buch lesen, das aus Sätzen besteht, die sich so lesen, als seien sie aktiv und mit Absicht gestaltet worden.“ Während er auf der einen Seite schreibt, dass es keinen Autor gäbe, „der es mit King aufnehmen kann, wenn es darum geht, die von der Popkultur geprägten Freuden, Probleme, Siege und Enttäuschungen der amerikanischen Mittelschicht zu beschreiben“, schreibt er auf der anderen Seite, dass King bei Mr. Mercedes keinen Weg in das Genre der hartgesottenen Krimis findet und oft auf abgedroschene Klischees und absurde, unbefriedigende Handlungsstränge mit erschreckend uninteressanten Dialogen zurückgreife.

### Rezeption in Deutschland
Marcus Müntefering besprach das Buch nach seinem Erscheinen auf Deutsch im Spiegel. Er stellte es als spannenden Thriller vor, in dem King mit Klischees spiele, die er lustvoll verteilt. Er skizziert diese „Cop-Klischees“, die ein pensionierter Polizist braucht, als „eine Fernbedienung, um zwischen Jerry Springer und den Fox News hin- und herzuschalten, genügend Bier oder Whiskey, um sich ins Vergessen zu trinken, und eine Waffe, die immer in Reichweite ist, falls man eines Abends genug hat von Talkshows und Einsamkeit und Suff.“ Weiter führt er aus, dass „King […] selbstverständlich um diese Klischees [weiß], und […] ein teuflisches Vergnügen daran [hat], sie einerseits zu bedienen, andererseits aber mit ihnen zu spielen. So verweist er immer wieder auf seine Vorbilder, widmet Mr. Mercedes dem Noir-Schriftsteller James M. Cain, zitiert aus dessen Roman Wenn der Postmann zweimal klingelt ebenso wie aus den TV-Serien The Wire oder Luther, lässt Namen wie Joseph Wambaugh (der Vater des modernen Cop-Romans) fallen und macht sich über die Verfilmungen seiner eigenen Romane lustig.“ Als weiteres Klischee hält er fest, dass Bill Hodges im Roman ausgerechnet einen Fedora-Hut nach Vorbild von Humphrey Bogarts Verkörperung von Philip Marlowe und anderen „Helden der Schwarzen Serie“ bekam. Er stellt heraus, dass in Mr. Mercedes „das Böse vergleichsweise banal daher[kommt]“, ohne den für King typischen „übersinnlichen Hokuspokus“, schließt jedoch, dass dieser Roman trotzdem ein „typischer King“ sei, „eine weitere Variation des ewigen Kampfs von Gut gegen Böse, mit allen Stärken (Spannungsaufbau, Figurenzeichnung), die seine Leser seit 40 Jahren lieben, aber auch allen Schwächen (Plauderhaftigkeit, Überlänge), die sie ihm bereits ebenso lange verzeihen.“
Hannes Stein vergleicht den Plot des Romans in Die Welt mit wohlbekannten Erzählungen, die schon das Gilgamesch-Epos geprägt hätten: „ein Königreich, auf das ein Schatten gefallen war. Unschuldige wurden ermordet, Blut floss in Strömen, und irgendwie hing all dies mit einem Monster zusammen, das am anderen Ende der Welt in einer Höhle hauste.“ Sie fänden sich auch im Beowulf und in James-Bond-Verfilmungen. Dies sei die Geschichte, „die Stephen King uns in seinem […] Roman Mr. Mercedes erzählt.“ Er verweist – ebenso wie Müntefering – auf den sozialkritischen Stil von John Steinbeck, auf den der Anfang der Geschichte anspiele, doch dieser sozialkritische Zug ende schlagartig mit dem Amoklauf. Er geht weiter auf die beiden Hauptpersonen ein und stellt final klar, dass es sich dem Genre nach bei Mr. Mercedes nicht um Horrorliteratur, sondern um einen Thriller im Sinne eines Robert Ludlum, Michael Connelly oder Lee Child handele. Damit einhergehend stellt er jedoch auch einen Schwachpunkt heraus: Ihm fehle „die genaue Schilderung amerikanischer Milieus“, bei der King in vielen anderen Romanen seine Stärke habe. Er führt das darauf zurück, dass „King uns hier partout kein Waldmonster Humbaba, keinen Riesen Grendel, keinen Clown Pennywise gönnen [wolle], sondern einen Unhold mit menschlichen Zügen zeichnen wollte. Paradoxerweise drängt sich just durch diese Vermenschlichung das Tötet-das-Monster-Schema in den Vordergrund, während es in Stephen Kings Horrorroman zumindest zeitweise in den Hintergrund treten konnte.“
In einem Rückblick im Rolling Stone im Rahmen einer Werkbetrachtung Kings stellte der Autor Sassan Niasseri die Geschichte in Bezug zu mehreren Attentaten der letzten Jahre. Er spricht dabei zum einen die ebenfalls mit Fahrzeugen verübten Amokfahrten in Nizza und auf dem Berliner Weihnachtsmarkt an der Gedächtniskirche, beide von 2016, sowie den Terroranschlag in Manchester am 22. Mai 2017 bei einem Konzert der Sängerin Ariana Grande an. Er bescheinigt dem Roman damit eine Aktualität, bei der die Ereignisse in Mr. Mercedes „auf schreckliche Weise von der Wirklichkeit eingeholt“ wurden, und stellt klar, dass „wenige seiner Werke […] so aktuell [sind] wie dieses hier“. Auch Niasseri spricht ein Klischee an, diesmal das des Eisverkäufers als Mörder: „Fast schon einer Komödie gleich, wird der Verdacht früh und mehrfach auf ‚den Eismann‘ gelegt, der Gedanke aber als Unsinn abgetan. Der Eismann als Killer ist wie der Gärtner als Killer: ein Klischee.“ Zugleich stellt er heraus, wie „der Kampf des Cops im Ruhestand gegen den Psychopathen […] auch ein Kampf der Nachrichtensysteme [wird],“ bei dem der Beamte seinen Computer kennenlernt und sich „in der Anonymität der Mails und Chaträume [auslebt], um sich ein Fernduell mit dem Gegner zu liefern.“

### Auszeichnungen
Mr. Mercedes wurde 2015 mit dem auf Kriminalliteratur ausgerichteten Edgar Allan Poe Award der Mystery Writers of America (MWA) in der Kategorie „Best Novel“ (bester Roman) ausgezeichnet und war damit das erste Werk Kings, das diesen Preis erhielt. Er konnte sich damit gegen bekannte Krimi-Autoren wie Ian Rankin (Saints of the Shadow Bible), Stuart Neville (The Final Silence), Wiley Cash (This Dark Road to Mercy), Mo Hayder (Wolf) und Karin Slaughter (Cop Town) durchsetzen, die auch für den Preis nominiert waren. Ebenfalls 2014 wurde das Buch bei den Goodreads Choice Awards als bester Titel der Kategorie „Mystery and Thriller“ ausgezeichnet. Außerdem gewann es den Hammett Prize des North American Branch of the International Association of Crime Writers (IACW/NA) im Jahr 2015.
Zudem war das Buch auf der Nominierungsliste („short list“) des Dagger Awards der britischen Crime Writers’ Association (CWA), den jedoch der Australier Michael Robotham für seinen Roman Life or Death (auf Deutsch als Um Leben und Tod veröffentlicht) gewann. Das Hörbuch zum Roman wurde bei den Audie Awards 2015 als „Best Fiction Audiobook“ nominiert, der Sprecher Will Patton zudem in der Kategorie „Best Solo Narration — Male“; in beiden Kategorien konnten sie den Preis jedoch nicht gewinnen.

### Verfilmung

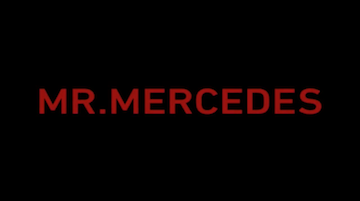
Titelbild zur Fernsehserie Mr. Mercedes

Bereits vor der Erstveröffentlichung des Romans wurden die Filmrechte an Marty Bowen und Wyck Godfrey verkauft, die auf der Basis einen Film produzieren wollten. Das Buch wurde von dem Drehbuchautor David E. Kelley für die Verfilmung umgeschrieben. Im Mai 2016 gab der US-Sender Audience bekannt, dass das Projekt als zehnteilige erste Staffel geplant sei. Nachdem Anton Yelchin, der für die Rolle des Brady Hartsfield vorgesehen war, im Juni 2016 starb, wurde seine Rolle mit Harry Treadaway neubesetzt.
Die Dreharbeiten für die erste Staffel fanden Anfang 2017 in Charleston im US-Bundesstaat South Carolina statt. Ab August 2017 wurde die gleichnamige Fernsehserie auf Audience ausgestrahlt. Nach der ersten Staffel, die auf Mr. Mercedes basiert, wurden zwei weitere Staffeln auf der Basis von Finderlohn und Mind Control gedreht. In Deutschland wird die Serie mit entsprechend drei Staffeln auf Starzplay gezeigt und ist als DVD verfügbar.

## Veröffentlichungen
Das Buch Mr. Mercedes erschien im Original auf Englisch im Jahr 2014 und wurde danach in zahlreiche Sprachen übersetzt. Hier werden der Übersichtlichkeit halber neben dem Original nur die deutschen Ausgaben aufgeführt:
Englischsprachige Ausgaben:
- Mr. Mercedes, Scribner, New York City 2014. ISBN 978-1-4767-5445-1.
- Mr. Mercedes (Taschenbuch), Simon & Schuster, 2021. ISBN 978-1-982150-50-1.
- Mr. Mercedes (Taschenbuch), Hodder & Stoughton, 2015. ISBN 978-1-4447-8864-8.
- Mr. Mercedes (Hörbuch, gelesen von Will Patton, 12 CDs), Simon & Schuster, 2021. ISBN 978-1-4423-6978-8.

Deutsche Ausgaben:
- Mr. Mercedes (Übersetzung aus dem Englischen von Bernhard Kleinschmidt). Wilhelm Heyne Verlag, München 2014. ISBN 978-3-453-26941-5.
- Mr. Mercedes (Taschenbuchausgabe). Wilhelm Heyne Verlag, München 2014. ISBN 978-3-453-43846-0.

## Belege
1. 1 2 3  
Stephanie Merritt: Mr Mercedes review – Stephen King's everyday killer of recession-hit America auf theguardian.com, 9. Juni 2014, abgerufen am 9. August 2024.
2. ↑  
Bob Minzesheimer: After 36 years, King gives 'Shining' a new luster in sequel auf usatoday.com, 18. September 2013, abgerufen am 8. August 2024
3. ↑  
Stephen King: Mr. Mercedes, 4. Taschenbuchauflage 2019; Vorblatt.
4. ↑  
Stephen King: Mr. Mercedes, 4. Taschenbuchauflage 2019; Nachbemerkung des Autors.
5. ↑  
Iris Alanyali: So gefährlich sind die Fans von Stephen King auf welt.de, 8. September 2015, abgerufen am 9. Januar 2023
6. ↑  
Christoph Schröder: Mord und Leselust auf sueddeutsche.de, 10. September 2015, abgerufen am 9. Januar 2023
7. ↑  
Kai Sina: „Mind Control“ von Stephen King: Das Ende der Schlachtplatte auf faz.net, 7. November 2016, abgerufen am 9. Januar 2023
8. ↑  
Willi Winkler: Serien-Finale: Schwer bewachtes Killer-Gemüse auf sueddeutsche.de, 16. November 2016, abgerufen am 9. Januar 2023.
9. 1 2 3  
Paula L. Woods: Review: Driven to solve murders in Stephen King’s ‘Mr. Mercedes’ auf latimes.com, 29. Mai 2014, abgerufen am 15. August 2024.
10. 1 2 3  
Chuck Bowen:  auf slantmagazine.com, 27. Mai 2014, abgerufen am 10. August 2024.
11. 1 2 3  
Marcus Müntefering: "Mr. Mercedes" von Stephen King: Das Böse fährt deutsch auf spiegel.de, 9. September 2014, abgerufen am 6. August 2024.
12. 1 2 3  
Hannes Stein: Im neuen Stephen King ist der Mercedes das Monster auf welt.de, 4. Juni 2014, abgerufen am 6. August 2024
13. 1 2 3  
Sassan Niasseri: Ein Klassiker: Vor 10 Jahren erschien „Mr. Mercedes“ von Stephen King auf rollingstone.de, 15. Januar 2024, abgerufen am 9. August 2024.
14. ↑  
Category List – Best Novel des Edgar Allan Poe Award, abgerufen am 9. Januar 2023
15. ↑  
Carolyn Kellogg: Edgar Award winners announced; Stephen King takes top prize auf latimes.com, 30. April 2015, abgerufen am 10. August 2024.
16. ↑  
Allison Flood: Stephen King wins Edgar award for killer thriller Mr Mercedes auf theguardian.com, 30. April 2015, abgerufen am 9. August 2024.
17. ↑  
Allison Brennan: The Edgar Awards Revisited: Mr. Mercedes by Stephen King (Best Novel, 2015) auf criminalelement.com, 6. März 2020, abgerufen am 10. August 2024.
18. ↑  
Goodreads Choice Awards: Best Books 2014 auf goodreads.com, abgerufen am 11. August 2024.
19. ↑  
The Dashiell Hammett Prize: Past Winners, Nominees, and Judges 2011–2020 auf crimewritersna.org, abgerufen am 11. August 2024.
20. ↑  
David Barnett: Australian ghostwriter beats Stephen King and JK Rowling to top UK crimewriting award auf theguardian.com, 30. September 2015, abgerufen am 10. August 2024.
21. ↑  
2015 Audies (Memento vom 29. August 2022 im Internet Archive)
22. ↑  Lesley Goldberg: ‘Mr. Mercedes’ Series, Starring Brendan Gleeson, Anton Yelchin, Lands at Audience Network. In: HollywoodReporter.com. 25. Mai 2016, abgerufen am 12. August 2017 (englisch).
23. ↑  Denise Petski: ‘Mr. Mercedes’ Sets Cast Led By Brendan Gleeson & Harry Treadaway. In: Deadline.com. 30. Januar 2017, abgerufen am 12. August 2017 (englisch).
24. ↑  
Mr. Mercedes - Stephen King-Adaption mit Brendan Gleeson startet in Staffel 1, moviepilot.de vom 9. August 2017; abgerufen am 9. Januar 2023
25. ↑  
Binge-Watching: Die besten TV-Serien im Juli, Stephen King in Ohio: "Mr. Mercedes" auf zeit.de, 7. Juli 2018, abgerufen am 9. Januar 2023